# Codice di diritto canonico

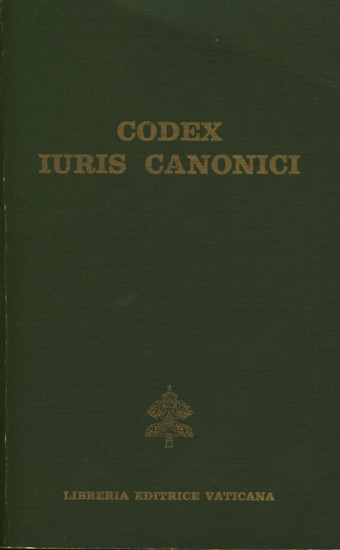
Edizione del codice di diritto canonico del 1983

Il Codice di diritto canonico (abbreviato in CIC o anche CJC, dal titolo latino Codex Iuris o Juris Canonici), è il codice normativo della Chiesa cattolica di rito latino (alle Chiese sui iuris è dedicato il Codice dei canoni delle Chiese orientali). Il nuovo codice è stato promulgato da papa Giovanni Paolo II il 25 gennaio 1983 ed è entrato in vigore il 27 novembre dello stesso anno.
L'idea di produrre un nuovo codice, che sostituisse il primo e precedente Codice Piano Benedettino considerato non più adatto ai tempi, fu uno degli obiettivi posti da papa Giovanni XXIII quando nel 1959 annunciò la convocazione del Concilio Vaticano II che si aprì nel 1962. I lavori di revisione iniziarono tuttavia solo dopo la chiusura del concilio, avvenuta nel 1965, con la nomina di una commissione composta da 40 cardinali. Dopo una lunga e difficile gestazione, il testo definitivo fu pronto nel 1981 ma il pontefice di allora, papa Giovanni Paolo II, volle sottoporlo ad un'ulteriore revisione da parte di una commissione di esperti di sua fiducia. Infine, il codice poté essere promulgato con la costituzione apostolica Sacrae disciplinae leges.
Il codice è diviso in sette "libri" in cui sono raccolti 1 752 canoni; gran parte del suo contenuto trae ispirazione dalla visione della Chiesa emersa dal Concilio Vaticano II come una maggiore apertura a tutto il popolo dei fedeli, un assetto maggiormente collegiale del governo e la scelta di ricorrere possibilmente a rimedi pastorali anziché penali. Il primo libro offre una visione generale di come devono essere applicare e interpretate le successive norme mentre il secondo tratta dei fedeli, il popolo di Dio, differenziando tra laici e chierici. Successivamente viene trattata la funzione di insegnare, al libro III, e quella di santificare al quarto dove viene descritta l'amministrazione dei sacramenti con largo spazio alla celebrazione del matrimonio cattolico. Il libro V è dedicato ai beni temporali della Chiesa che può acquistare, gestire e alienare al fine di provvedere al sostentamento della sua missione. Le pene canoniche sono disciplinate nel libro VI mentre il libro VII, l'ultimo, è dedicato al processo seppur sconsigliandone l'uso, se non strettamente necessario, preferendo una ricomposizione pacifica delle liti; qui trovano spazio i processi matrimoniali e quelli per la dichiarazione di nullità della sacra ordinazione.

## Storia

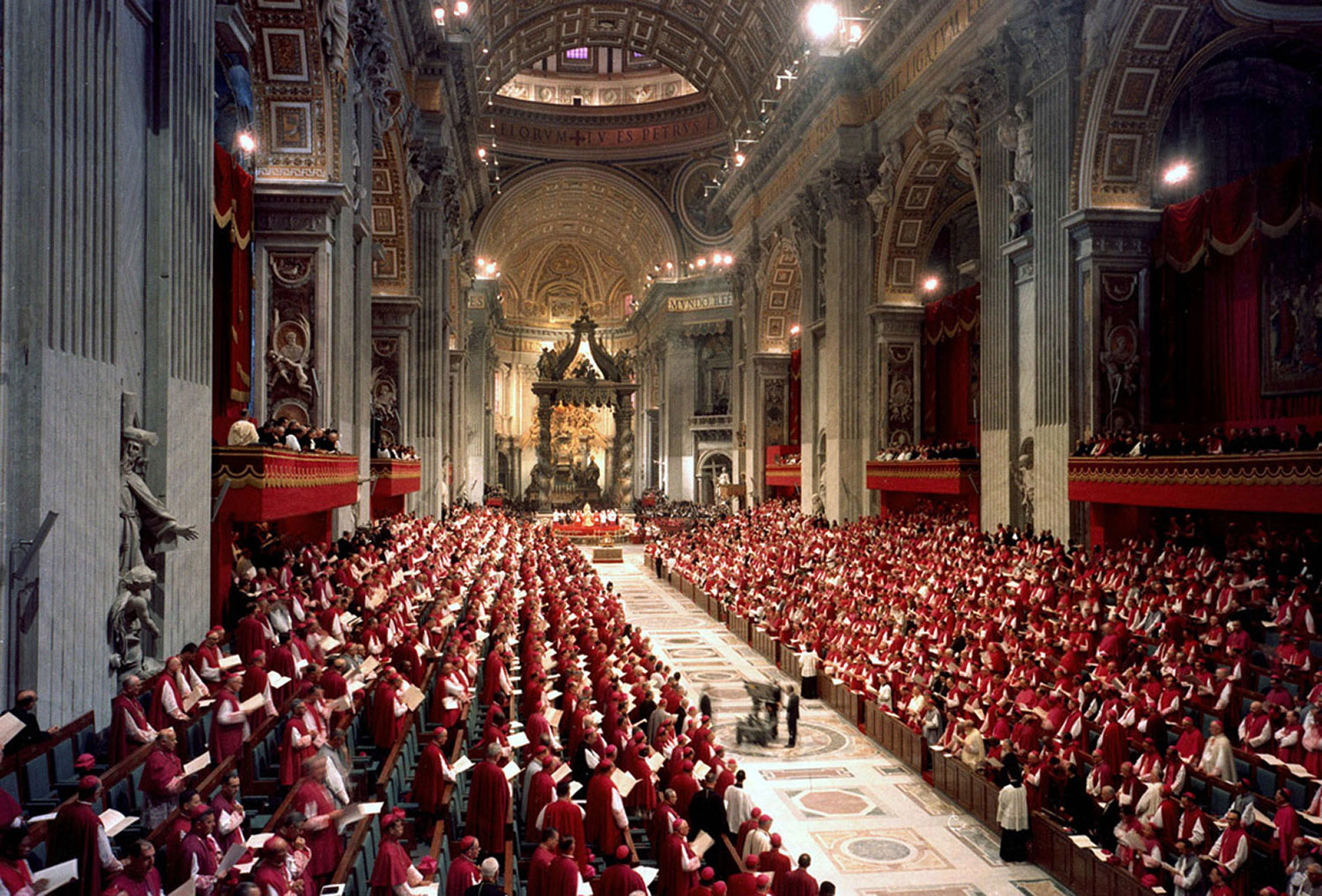
Sessione pubblica del Concilio Vaticano II

La storia del diritto canonico si estende per tutta la storia del cristianesimo. Si ritiene che la prima raccolta ragionata e strutturata di fonti giuridiche canoniche sia il Decretum realizzato dal monaco Graziano intorno al 1140. Per tutta l'età moderna, la fonte principale fu il Corpus Iuris Canonici. Con l'avvento dell'età delle codificazioni iniziata nell'Ottocento con il Codice civile napoleonico, nella Chiesa cattolica ebbe inizio un vivace dibattito sull'opportunità di procedere anch'essa su questa strada. Si dovette aspettare i primi del XX secolo perché papa Pio X, favorevole alla promulgazione di un codice e fautore di un ammodernamento della struttura ecclesiastica e della curia romana, affidasse l'incarico di realizzarlo a una commissione pontificia guidata dal cardinale Pietro Gasparri. I lavori giunsero al traguardo con la promulgazione del Codice Pio Benedettino del 1917 (così detto perché elaborato durante i pontificati di Pio X e Benedetto XV).
Quando papa Giovanni XXIII annunciò, nel 1959, il Concilio Vaticano II, non mancò di indicare come obiettivo contestuale e complementare anche la revisione e l'ammodernamento del codice del 1917, considerato non più adatto ai tempi. Il Concilio si chiuse nel dicembre 1965, dopo che papa Paolo VI aveva promulgato i documenti, composti da quattro costituzioni, nove decreti e tre dichiarazioni. Le materie che furono riformate, talvolta in modo assai innovativo, furono molteplici: l'apostolato laico, la disciplina delle Chiese cattoliche orientali, il sacerdozio, l'ufficio dei vescovi, le relazioni con le confessioni non cristiane, la libertà di religione e l'educazione dei giovani. Successivamente, pontefice e congregazioni emisero vari decreti per porre in atto la volontà conciliare; tutti questi furono poi raccolti nell'Enchiridion Vaticanum.
Negli stessi anni si pensò anche ad un progetto di lex ecclesiae fundamentalis: il diritto canonico, come già aveva subito l'influsso dei processi di codificazione propri dell'Ottocento, subiva ora l'influsso proveniente dal modello carte costituzionali elaborate nel Novecento. La lex ecclesiae fundamentalis, delle quali furono elaborati vari progetti, non venne però mai promulgata, sebbene molte delle sue norme siano poi state recepite dal codice di diritto canonico, in particolar modo dai canoni sullo statuto fondamentale del fedele.
I cambiamenti apportati alla Chiesa a seguito del Concilio Vaticano II resero il codice del 1917, ancora in vigore, oramai obsoleto e non più coerente con il nuovo assetto emerso dai lavori conciliari. Ad esempio, la maggior valorizzazione dei laici, l'uguaglianza dei fedeli battezzati, il pieno riconoscimento della separazione tra Chiesa e Stato, erano tutti elementi oramai assodati ma che non trovavano una corrispondenza nel codice incentrato sul ruolo del pontefice e sulla gerarchia ecclesiastica. Pertanto, era evidente la necessità di procedere ad una non facile traduzione dei nuovi aspetti teologici e pastorali verso una loro declinazione giuridica. Tale operazione, che non sarà poi esente da critiche, venne affidata ad una commissione di esperti che lavorò sotto il costante controllo dei vertici della Chiesa, che frenarono le prospettive di un decentramento dell'autorità ecclesiastica. Tuttavia, nonostante che la Pontificia commissio codici iuris canonici recognoscendo fosse stata istituita nel marzo del 1963, i lavori veri e propri di revisione furono avviati solo dopo il 1965, in modo che la nuova codificazione potesse effettivamente recepire sul piano normativo le decisioni dell'assise ecumenica.

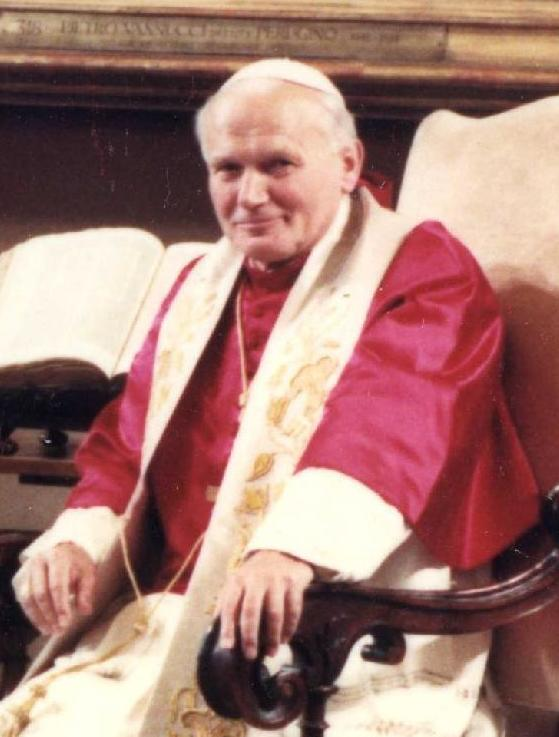
Papa Giovanni Paolo II

Alla commissione, composta da quaranta cardinali, papa Paolo VI affiancò un corpo di settanta esperti di diritto prevalentemente scelti tra il mondo ecclesiastico, ma anche tra i laici. Dopo aver composto i gruppi di studio tematici, nel 1967 vennero approvati i principi direttivi che ottennero anche l'approvazione da parte del Sinodo vescovile. Tra il 1972 e il 1978 vennero sottoposti ai vescovi e alle università pontificie gli schemi di massima che avrebbero retto il nuovo codice. Nell'ottobre del 1981 la commissione cardinalizia era pronta, dopo aver accolto alcune osservazioni, per approvare il testo definitivo. Sul soglio pontificio ora sedeva papa Giovanni Paolo II, che volle sottoporre il testo ad alcuni esperti di diritto canonico di sua fiducia. Questi apportarono alcune modifiche; altre furono apportate in un successivo passaggio ad una nuova commissione cardinalizia nominata allo scopo dal pontefice. Così, dopo una gestazione ventennale e il lavoro di oltre trecento esperti appartenenti a trentuno nazioni di tutti i continenti, il nuovo codice venne promulgato il 25 gennaio 1983, con la costituzione apostolica Sacrae disciplinae leges, da Giovanni Paolo II per la Chiesa cattolica di rito latino che entrò in vigore la prima domenica d'Avvento successiva. Nel discorso del 3 febbraio 1983, sempre Giovanni Paolo II raccomandò di leggere il codice in parallelo con i documenti conciliari e, suggerendo l'immagine del triangolo, indicò la Sacra Scrittura al vertice, come unica e insostituibile legge fondamentale della Chiesa, e alla base da un lato gli atti del Concilio Vaticano II e dall'altra il codice.
Nell'ottobre 2008 papa Benedetto XVI approvò la nuova legge sulle fonti del diritto per lo Stato del Vaticano. La legge, entrata in vigore il 1º gennaio 2009, sostituisce quella del 7 giugno 1929, che fu emanata in seguito alla stipula dei Patti Lateranensi l'11 febbraio dello stesso anno. La nuova legge riconosce che l'ordinamento canonico diventerà la prima fonte normativa e il primo criterio di riferimento interpretativo, mentre le leggi italiane e di altri Stati non verranno più recepite automaticamente, ma entreranno nell'ordinamento solo dopo una previa ed esplicita autorizzazione pontificia. Nel luglio 2013, con motu proprio, quale sovrano assoluto, papa Francesco ha modificato la parte penale del diritto canonico, che si applica quasi esclusivamente all'interno dello Stato Vaticano.

## Finalità
La Costituzione apostolica Sacrae disciplinae leges (25 gennaio 1983) con cui Giovanni Paolo II ha promulgato il nuovo codice di diritto canonico spiega:
Aggiunge che il codice di diritto canonico è «lo strumento indispensabile per assicurare il debito ordine sia nella vita individuale e sociale, sia nell'attività stessa della Chiesa».

## Struttura e contenuti
Il codice di diritto canonico del 1983 consta di 1 752 canoni; è diviso in sette "libri", ognuno dei quali è suddiviso in varie "parti", a loro volta suddivise in "titoli", poi "capitoli", e quindi "articoli". A differenza del diritto civile, "articolo" è quindi una sezione, un raggruppamento di alcune norme, e non le norme stesse; la norma particolare infatti è detta canone (abbreviato in "can.", plurale "cann."). I canoni possono essere ulteriormente suddivisi in commi, e nel testo la suddivisione è indicata dal carattere "§".
Le grandi sezioni in cui si articola il codice sono le seguenti:

### Libro I: Norme generali (Cann. 1-203)

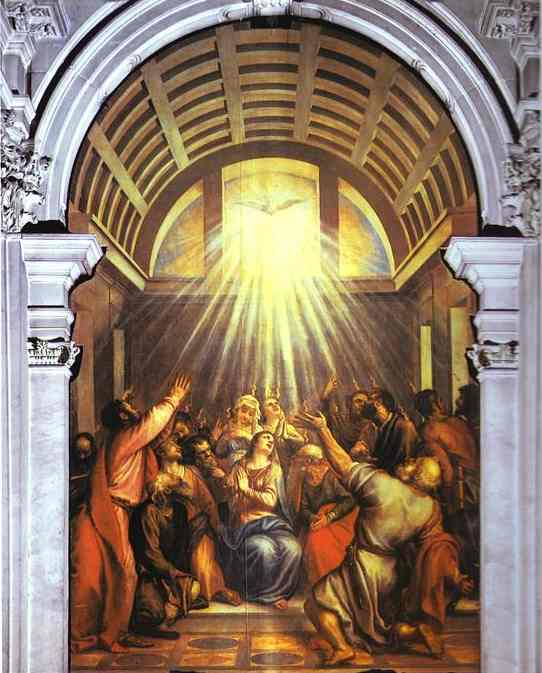
Pentecoste di Tiziano. La discesa dello Spirito Santo sugli Apostoli è la base della potestà canonica

Include 203 canoni suddivisi in 11 titoli in cui sono contenute le norme generali per l'applicazione e la corretta interpretazione di tutte le successive. Il codice si apre con il delineamento dei suoi confini partendo dal primo canone in cui si dichiara che esso si applica solo alla chiesa latina. Successivamente, con il canone terzo si dichiara che con l'entrata in vigore del codice non mutano i concordati stipulati precedentemente con altri Stati o società politiche mentre il successivo salva i diritti acquisiti e i privilegi concessi dalla sede Apostolica tranne quelli espressamente revocati; il canone quinto sopprime le consuetudini contrarie alle disposizioni del codice fatta eccezione di quelle che siano «centenarie o immemorabili» e di quelle «fuori del diritto finora vigenti, sia universali sia particolari». Con il sesto canone vengono abrogati il codice del 1917, le leggi contrarie, le leggi penali che non siano riprese e tutte quelle disciplinari non riportante nel codice.
I canoni successivi definiscono i lineamenti generali delle leggi ecclesiastiche, delle procedure, dei decreti generali, dei singoli atti amministrativi, degli statuti e dei regolamenti. Dal canone 96 al canone 123 vengono definite le persone fisiche e giuridiche, mentre i canoni che vanno dal 124 al 128 danno spazio alla fissazione dei principi generali degli atti giuridici definendone la validità, i difetti e i vizi che possono comportarne l'inesistenza, la nullità o la rescissione. Tali disposizioni sono da intendersi generali e quindi applicabili poi a qualsiasi atto o negozio giuridico, tuttavia definendone i confini appare chiaro che non tutte le azioni dei fedeli sono considerabili atti giuridici.
Al titolo VIII, canoni da 129 a 144, si delinea la giurisdizione ovvero la "potestà di governo". Secondo la dottrina, la potestà appartiene ai ministri quali successori degli Apostoli ai quali venne affidata la missione della Chiesa da parte di Gesù Cristo secondo il canone 129 che dichiara «sono abili alla potestà di governo solo coloro che sono insigniti dell'ordine sacro». Le disposizioni sono tese a definire e circoscrivere le modalità di esercizio, le molteplici funzioni, le potestà delegate e ordinarie e i casi di cessazione. I canoni da 145 a 196 del titolo IX trattano degli uffici ecclesiastici proponendo una riorganizzazione sostanziale e soprattutto, sulla scia dell'approccio emerso dai lavori del Concilio Vaticano II, aprendo alla possibilità di conferirli anche ai fedeli laici e non solamente ai chierici come era stato precedentemente.
Infine, i tre canoni del titolo X (dal 197 al 199) sono dedicati alla prescrizione mentre quelli del titolo XI (dal 200 al 203) al computo del tempo.

### Libro II - Il popolo di Dio (Cann. 204-746)

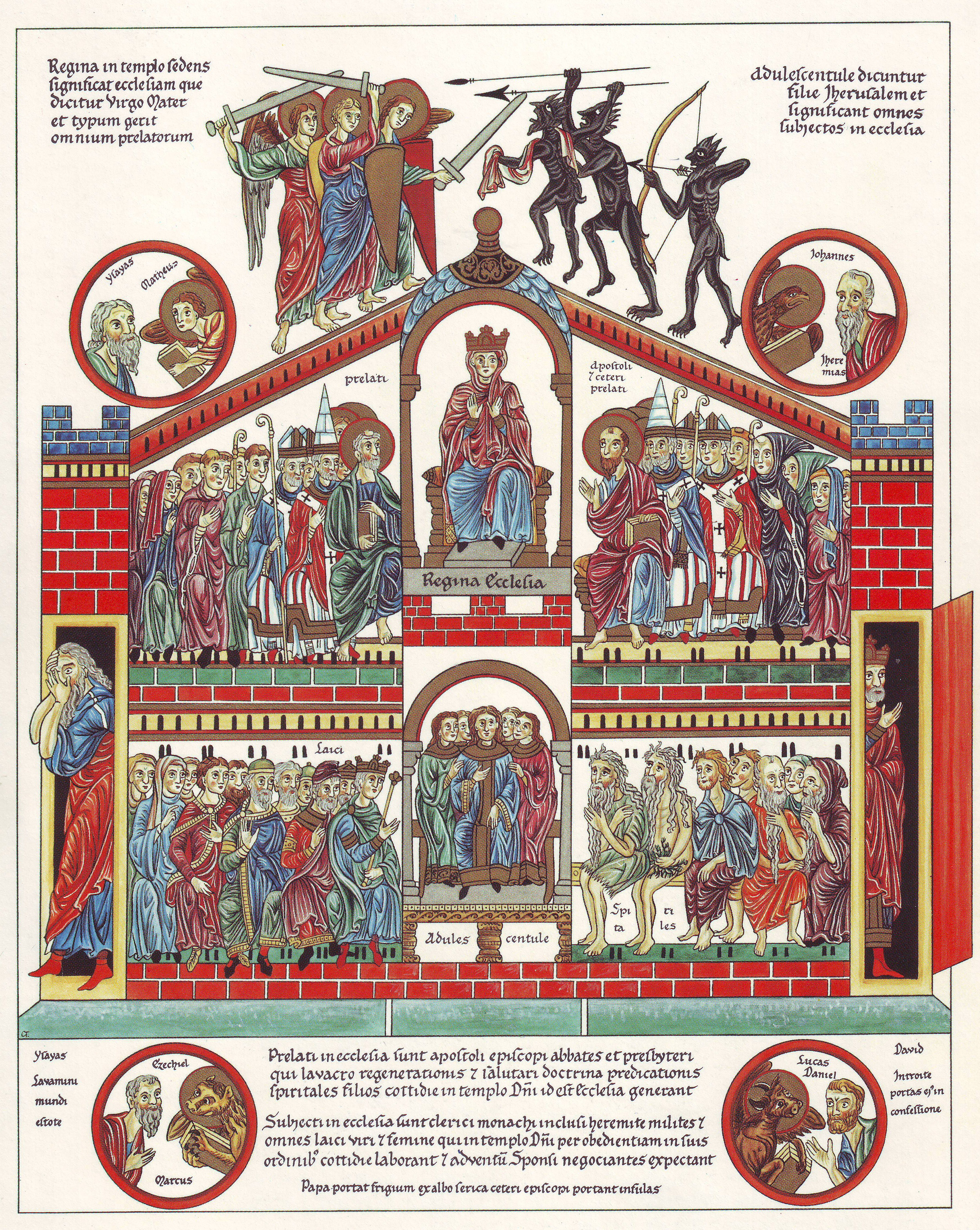
Miniatura medievale dall'Hortus deliciarum di Herrad von Landsberg: è rappresentata la "Regina Chiesa" che presiede il corpo sociale formato da "prelati", "apostoli", "laici", "spirituali" e "fanciulle"

È il libro più significativo per una prospettiva teologica; esso include 543 canoni organizzati in tre parti: "I fedeli", "La costituzione gerarchica della Chiesa", "Gli istituti di vita consacrata e società di vita apostolica". Fortemente influenzato dal Concilio Vaticano II, esso segue la prospettiva delineata dalla seconda costituzione conciliare Lumen gentium in cui viene recuperata l'identificazione di origine biblica della Chiesa nel popolo di Dio, un concetto che era stato progressivamente abbandonato nella lunga storia del cristianesimo. Ulteriore distacco dall'immediato passato è l'attribuzione del principio di uguaglianza tra tutti i fedeli che sono uniti tra di loro un unico popolo grazie al battesimo; la gerarchia ecclesiastica è, tuttavia, riconosciuta e considerata lecita nella sua funzione di guida interna ma non deve essere più percepita come esterna o superiore al popolo dei fedeli. Infine, il popolo di Dio è considerato universale in quanto tutti gli umani sono chiamati a farne parte per il raggiungimento della salvezza.
Nella prima parte, dal canone 204 al canone 329, si tratta dei fedeli. Il fedele viene definito nel canone 204 come «coloro che, essendo stati incorporati a Cristo mediante il battesimo, sono costituiti popolo di Dio e perciò, resi partecipi nel modo loro proprio della funzione sacerdotale, profetica e regale di Cristo, sono chiamati ad attuare, secondo la condizione propria di ciascuno, la missione che Dio ha affidato alla Chiesa da compiere nel mondo». I fedeli, nella Chiesa universale, si differenziano tra laici e chierici ovvero i ministri sacri; entrambi possono essere religiosi dopo aver professato voti o altri vincoli riconosciuti che li hanno consacrati in maniera speciale a Dio. I canoni che si susseguono definiscono dettagliatamente e sistematicamente i rispettivi diritti e doveri di laici e chierici.

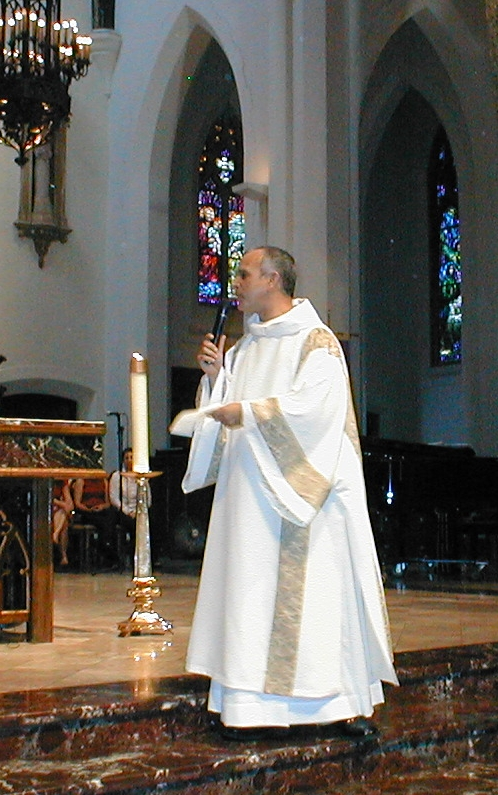
Un diacono della Chiesa cattolica rivestito della dalmatica

I chierici sono definiti come quei fedeli a cui è stato amministrato l'ordine sacro in uno dei suoi tre gradi: diaconato, presbiterato o episcopato. I chierici, numericamente ben inferiori ai laici, compongono la struttura gerarchica della Chiesa. Nel corso della storia del cristianesimo i laici hanno assunto un ruolo sempre meno attivo nella Chiesa rispetto a quello che avevano ai tempi delle origini; questa tendenza si è invertita a partire dalla metà del XX secolo e grazie anche al Concilio Vaticano II si è tornati a porre enfasi su di essi affermando che anch'essi sono affidatari della missione della Chiesa. Infine, al canone 215 si afferma che «i fedeli sono liberi di fondare e di dirigere liberamente associazioni che si propongano un fine di carità o di pietà, oppure associazioni che si propongano l'incremento della vocazione cristiana nel mondo; [...]» e dal canone 298 al 329 si definiscono con precisioni le norme che regolano tali associazioni prescrivendo che debbano avere tassativamente un proprio statuto un cui viene dichiarato il fine, la forma del governo e che sono, secondo il canone 305, sempre soggette all'autorità ecclesiastica.
La seconda parte tratta la costituzione gerarchica della chiesa e le chiese particolari (diocesi e altre strutture ecclesiali a esse equiparate). I canoni da 331 a 335 sono dedicati al romano pontefice «in cui permane l'ufficio concesso dal Signore singolarmente a Pietro, primo degli Apostoli, e che deve essere trasmesso ai suoi successori» egli «in forza del suo ufficio, ha potestà ordinaria suprema, piena, immediata e universale sulla Chiesa, potestà che può sempre esercitare liberamente» quindi in ogni tempo, a piacimento e a suo giudizio insindacabile. Egli inoltre è a capo del Collegio episcopale. Secondo il dogma dichiarato nel Concilio Vaticano I attraverso la costituzione Pastor Aeternus il pontefice gode dell'infallibilità quando parla ex cathedra, ossia come dottore o pastore universale della Chiesa (episcopus servus servorum Dei) su temi riguardanti la fede e la morale, quindi con confini circoscritti e definiti. Seguono le norme che regolano la sua elezione mentre il canone 332 tratta della sede vacante che si può verificare a seguito della morte o rinuncia dell'ufficio del pontefice.

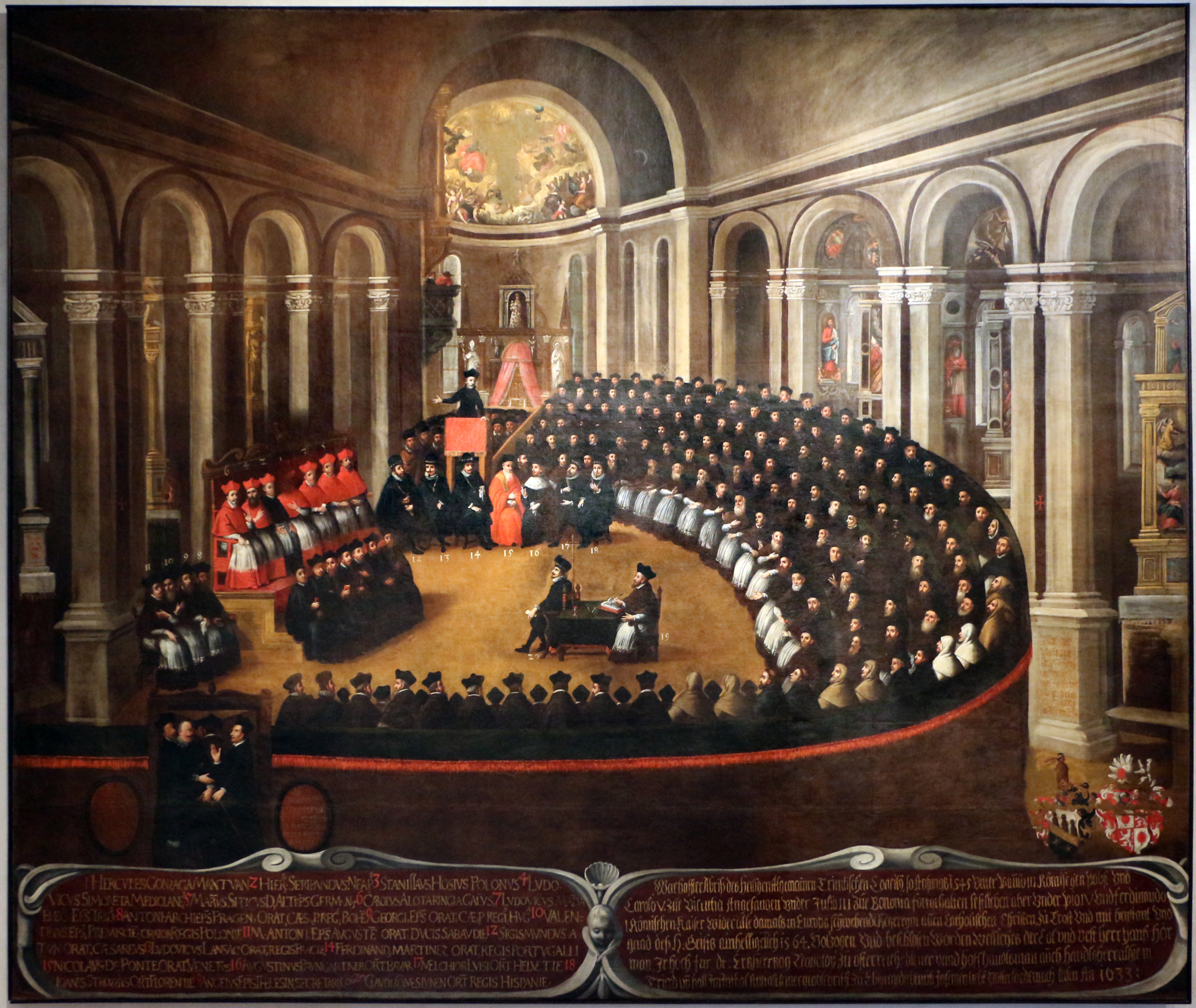
Vescovi riuniti in occasione del concilio di Trento

Il potere assoluto del papa è stato comunque attenuato a seguito del Concilio Vaticano II dando un assetto più collegiale al governo della Chiesa rafforzando il ruolo del Collegio episcopale, questo delineato dai canoni da 336 a 341. Il collegio è costituito da tutti i vescovi (chierici ordinati con l'episcopato) e dal papa; esso è considerato il diretto successore degli Apostoli e pertanto detiene la piena e suprema autorità sulla Chiesa, sebbene questa autorità è presente solo quando esso si trova in comunione con il pontefice e solamente quando è riunito in concilio, il quale deve essere convocato dal papa e da lui presieduto. In definitiva, il «collegio vescovile non può esistere senza il pontefice e non può agire senza o contro di lui» superando così alcune problematiche relative al conciliarismo che soprattutto in età medievale avevano creato difficoltà. I canoni successivi definiscono i cardinali (dal canone 349 al 359), la curia romana (dal 360 al 361) e i legati pontifici (dal 362 al 367). Dal canone 368 al 364 vengono trattate le chiese particolari e, nello specifico, nel canone 369 si definisce la diocesi come «la porzione del popolo di Dio che viene affidata alla cura pastorale del Vescovo con la cooperazione del presbiterio [...]»; successivamente sono trattati l'ufficio del vescovo, le conferenze episcopali, la curia diocesana, i vicari,... Infine i canoni da 515 a 548 sono dedicati alla parrocchia definita dal can. 501 «una determinata comunità di fedeli che viene costituita stabilmente nell'àmbito di una Chiesa particolare, la cui cura pastorale è affidata, sotto l'autorità del Vescovo diocesano, ad un parroco quale suo proprio pastore».
La terza parte regolamenta i tipi di comunità religiose. Gli istituti di vita consacrata trovano la loro regolamentazione dal canone 573 al canone 730 in cui viene definita la differenza tra istituti secolari e religiosi, mentre i canoni successivi fino al 746 trattano le società di vita apostolica.

### Libro III - La funzione di insegnare della Chiesa (Cann. 747-833)

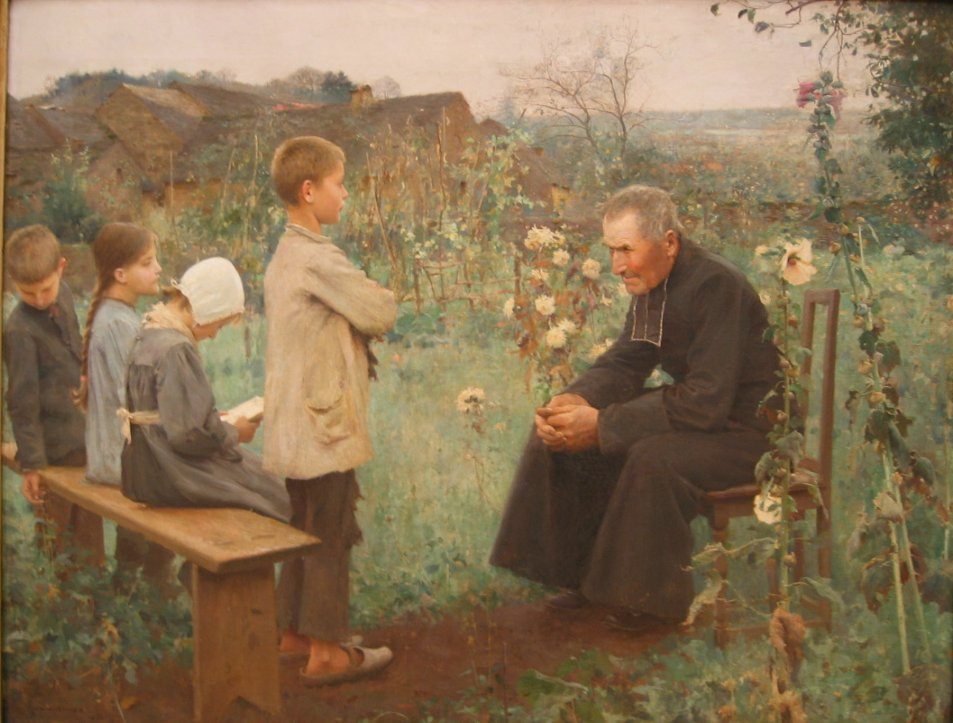
La lezione di catechismo, dipinto di Jules-Alexis Muenier, 1890

Il libro III tratta una delle tre missioni della Chiesa delineate dal Concilio Vaticano II, ovvero quella di insegnare; le altre sono santificare e governare. A questo sono dedicati 87 canoni che, a differenza di quelli presenti nel codice del 1917, appaiono arricchiti di aspetti teologici. Essi traggono una forte ispirazioni dalle due costituzioni conciliari Lumen Gentium e Dei verbum.
Con il canone 749 viene ribadita l'infallibilità del romano pontefice «come Pastore e Dottore supremo di tutti i fedeli, che ha il compito di confermare i suoi fratelli nella fede», medesima infallibilità del magistero è attribuita anche al Collegio dei Vescovi «quando i Vescovi radunati nel Concilio Ecumenico esercitano il magistero, come dottori e giudici della fede e dei costumi, nel dichiarare per tutta la Chiesa da tenersi definitivamente una dottrina sulla fede o sui costumi». Nel comma 3 dello stesso canone si precisa che tale infallibilità deve essere espressamente manifestata. Quindi, la fede ha un doppio fondamento: la rivelazione fatto storico indubitabile e quindi accettata senza interventi, e la dottrina originata dal magistero della Chiesa.
Il canone 751 fornisce le definizioni di eresia, scisma e apostasia. All'ecumenismo, uno dei compiti attribuiti al Vaticano II dal decreto Unitatis Redintegratio, è dedicato il canone 755 il quale dispone che «spetta in primo luogo a tutto il Collegio dei Vescovi e alla Sede Apostolica sostenere e dirigere presso i cattolici il movimento ecumenico, il cui fine è il ristabilimento dell'unità tra tutti i cristiani, che la Chiesa è tenuta a promuovere per volontà di Cristo». Dal canone 756 al 761 viene trattato il ministero della Parola divina e di come la Scrittura e la Tradizione debbano essere trasmesse in particolar modo dai ministri sacri. I dieci canoni successivi (762-772) disciplinano la predicazione della Parola di Dio, mentre dal 773 all'833 si regolamenta la catechesi, l'attività missionaria, le pubblicazioni, l'educazione cristiana in famiglia, le scuole e le università cattoliche.

### Libro IV - La funzione di santificare della Chiesa (Cann. 834-1253)

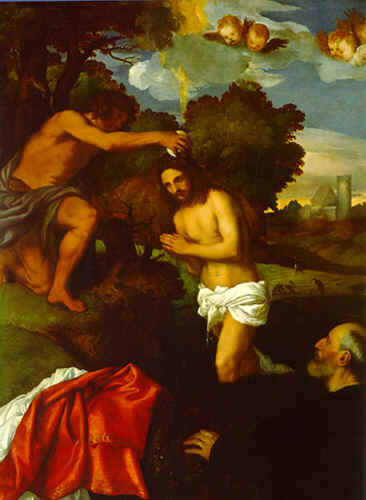
Battesimo di Cristo, Tiziano

Il libro IV annovera 420 canoni frutto dello spirito innovatore del Vaticano II che ha appostato sostanziali novità rispetto al codice precedente. La prima parte concerne i sacramenti: il ministro di ogni sacramento, la disposizione del ricevente, la sua celebrazione, differenza tra sacramenti normali e generali. Del canone 849 a 879 viene trattato il battesimo in cinque capitoli che disciplinano: la celebrazione, il ministero, i battezzandi (in cui si afferma ala canon 864 che «è capace di ricevere il battesimo ogni uomo e solo l'uomo non ancora battezzato»), i padrini e la prova e annotazione del battesimo conferito.
Nel titolo II, dal canone 879 al canone 896, trova spazio il sacramento della confermazione mentre la celebrazione, riti, tempo e luogo e ministero della celebrazione eucaristica si trovano regolamentati nei canoni dall'897 al 958 che compongono il titolo III. Il sacramento della penitenza trova la sua disciplina al titolo IV composto dai canoni che vanno dal 959 al 997 e che comprendono anche il tema delle indulgenze; l'unzione degli infermi è invece considerata al titolo successiva dal canone 998 al 1007. Al titolo VI (dal canone 1008 al 1054) viene trattato il ministero dell'ordine sacro.

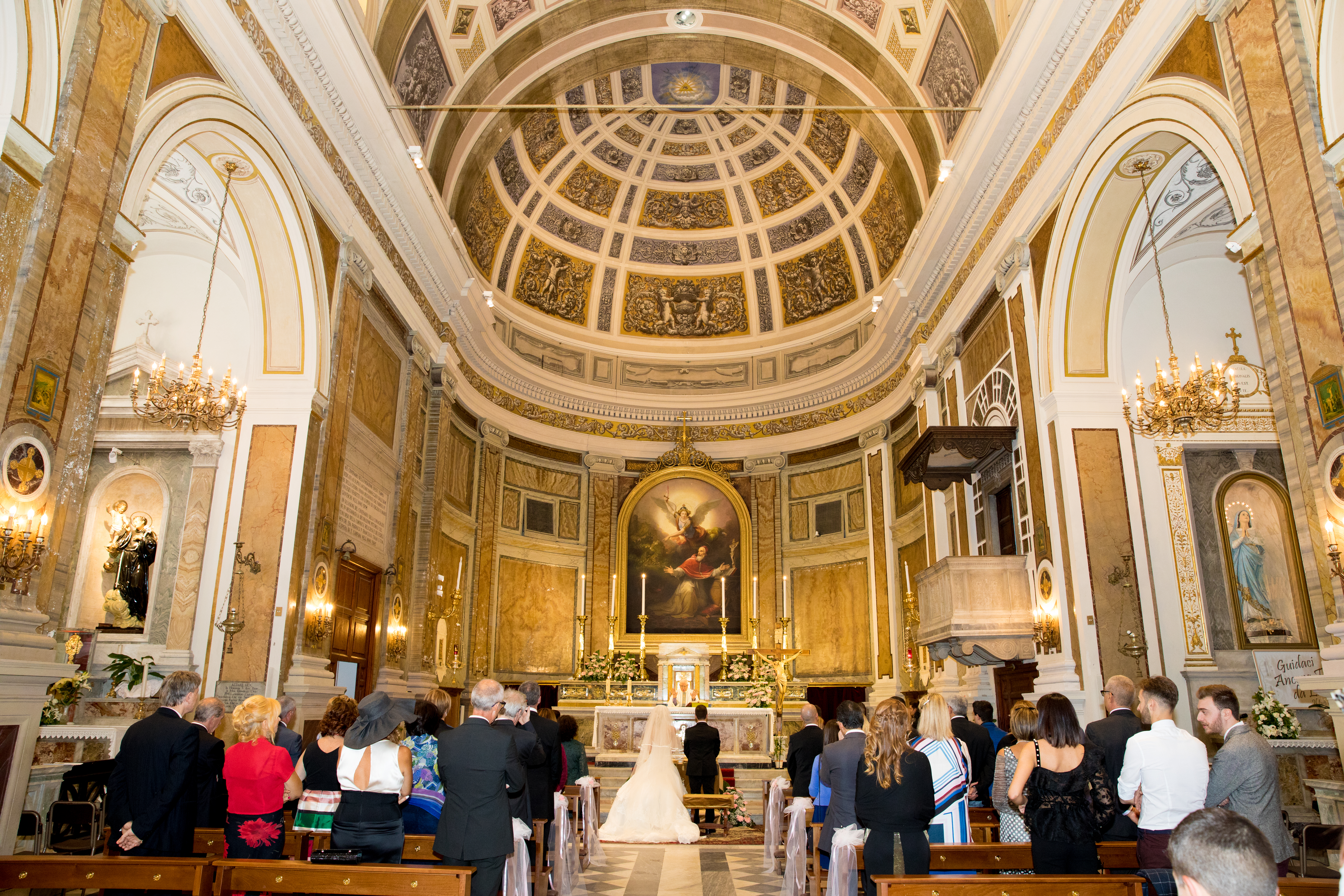
Celebrazione di un matrimonio cattolico

Ben complessa la trattazione del matrimonio cattolico che trova la sua disciplina dal canone 1055 al 1165 che compongono il titolo VII del IV libro. Dapprima vengono proposte alcune definizioni e successivamente si elencano gli atti di preparazione al sacramento e gli impedimenti per cui esso non possa essere celebrato. Ampio spazio viene dato alla valutazione del consenso dei futuri coniugi e alla forma della celebrazione. I capitoli successivi trattano dei matrimoni misti (definiti come quelli fra una persona battezzata nella Chiesa cattolica e l'altra in una Chiesa non in piena comunione con essa), il matrimonio segreto (consentiti «Per una grave e urgente causa»), e gli effetti della celebrazione del matrimonio. Al capito IX si disciplina la separazione dei coniugi, premettendo che «Il matrimonio rato e consumato non può essere sciolto da nessuna potestà umana e per nessuna causa, eccetto la morte», considerando i casi in cui vi possa essere lo scioglimento del vincolo o la permanenza di esso. Infine al capitolo X viene disciplinata la convalidazione del matrimonio, prevedendo due soluzioni: la convalidazione semplice o la sanazione in radice.
La seconda parte (dal canone 1205 al 1243) concerne i sacramentali, l'ufficio divino, i funerali, la devozione ai santi, i voti e i giuramenti, la liturgia delle ore, la venerazione delle sacre immagini e delle reliquie, gli esorcismi. Per ultimo, la terza parte (dal canone 1244 al 1253) presenta i luoghi sacri (chiese, oratori e cappelle private, santuari, altari) e le osservanze devozionali (digiuni, giorni consacrati di festa o di penitenza...).

### Libro V - I beni temporali della Chiesa (Cann. 1254-1310)
Il libro V legifera sulla proprietà della Chiesa in 57 canoni, occupandosi della sua acquisizione, amministrazione, alienazione; si occupa anche di lasciti e pie fondazioni. Il canone 1254 afferma chiaramente che la Chiesa ha il «diritto nativo, indipendentemente dal potere civile, di acquistare, possedere, amministrare ed alienare beni temporali» al fine di sostenere la propria missione; finalità che sono, secondo il comma 2, «principalmente: ordinare il culto divino, provvedere ad un onesto sostentamento del clero e degli altri ministri, esercitare opere di apostolato sacro e di carità, specialmente a servizio dei poveri».
Il motu proprio Il diritto nativo  del febbraio 2023 attribuisce alla Curia romana e al Romano Pontefice la titolarità esclusiva dei beni degli enti vaticani, curiali e ad essi collegati.

### Libro VI - Le sanzioni nella Chiesa (Cann. 1311-1399)

L'imperatore Enrico IV penitente dopo essere stato scomunicato da papa Gregorio VII nel contesto della lotta per le investiture. Miniatura del 1115 circa.

Seppur, sostanzialmente, nessun canonista abbia mai negato che all'interno del codice vi potessero essere delle norme punitive, fino al Concilio Vaticano II all'interno della Chiesa vi era un acceso dibattito acceso tra coloro che sostenevano la loro applicazione e coloro, la minoranza, che riteneva che non si dovesse farne ricorso. È possibile che le critiche venissero dalla loro esagerata applicazione e in particolare di quelle latae sententiae presenti in gran numero nel libro V del codice Pio-Benedettino del 1917.
Per venire incontro anche a tali istanze, il codice del 1983 ha rivisto la materia a cui è dedicato il VI libro il quale consta di 89 canoni, rispetto ai 220 del V libro del 1917, in cui sono trattate non solo le sanzioni ecclesiastiche, dette pene canoniche, ma anche i rimedi penali e le penitenze. La revisione è stata chiaramente improntata verso una mitezza generale e al principio della misericordia cristiana a cui spesso si fa riferimento invitando ad un limitato utilizzo delle pene a favore di strumenti pastorali. Le pene latae sententiae sono relegate solamente a pochi casi relativi a delitti gravissimi.
Al titolo IV, dal canone 1331 al canone 1340, sono elencate le pene ecclesiali: le censure, che sono la scomunica, l'interdetto e, solo per i chierici, la sospensione; le pene espiatorie che privano il fedele condannato della possibilità di dimorare in un determinato luogo, di disporre di una data potestà o dispongono il suo trasferimento ad un altro ufficio o lo riducono allo stato laicale; infine, i rimedi penali e le penitenze erogate a «colui che si trovi nell'occasione prossima di delinquere, o sul quale dall'indagine fatta cada il sospetto grave d'aver commesso il delitto». I rimedi penali previsti sono l'ammonizione e la correzione ma è generalmente accettato che gli organi legislativi inferiori possano anche fare ricorso ad altri secondo il principio pastorale; riguardo alle penitenze, il canone 1340 afferma che «può essere imposta in foro esterno, consiste in una qualche opera di religione, di pietà o di carità da farsi».
I titoli successivi, il V e il VI, sono dedicati all'applicazione delle pene e alla loro cessazione, esaminante le circostanze esimenti, attenuanti e aggravanti, distinguendole tra quelle riservate o non riservate alla Santa Sede, e tra quelle latae sententiae e ferendae sententiae con quest'ultime che devono essere erogate da un giudice o dal proprio superiore.
Infine, nella seconda parte del libro, vengono esaminate le pene per i singoli delitti: delitti contro la religione e l'unità della Chiesa, contro le autorità ecclesiastiche e la libertà della Chiesa, l'usurpazione degli uffici ecclesiastici, il delitto del falso, delitto contro obblighi speciali, contro la vita e la libertà dell'uomo e le norme generali.

### Libro VII - I processi (Cann. 1400-1752)

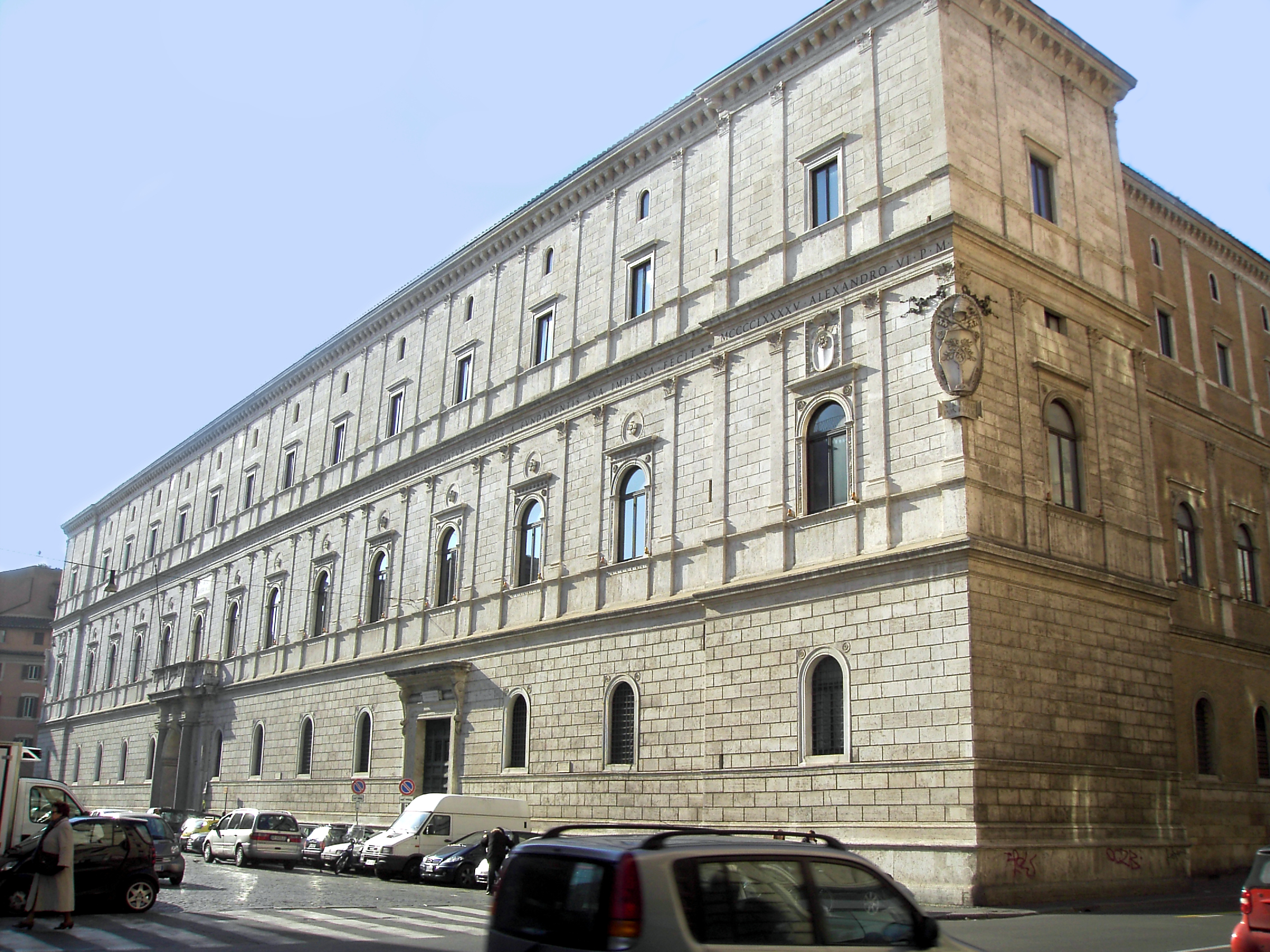
Il Palazzo della Cancelleria a Roma ospita i Tribunali della Curia romana: Penitenzieria Apostolica, Segnatura Apostolica e Rota Romana

Il libro VII presenta 353 canoni sulle norme procedurali. Importante premessa è che la Chiesa sconsiglia il ricorrere al processo se non quando strettamente necessario e, infatti, al canone 1446 si dichiara che «tutti i fedeli, ma in primo luogo i Vescovi, s'impegnino assiduamente, salva la giustizia, perché nel popolo di Dio siano evitate, per quanto è possibile, le liti e si compongano al più presto pacificamente» e inoltre «il giudice sul nascere della lite [...] non lasci di esortare le parti e di aiutarle a cercare di comune accordo un'equa soluzione della controversia, e indichi loro le vie idonee a tal proposito, servendosi eventualmente anche di persone autorevoli per la mediazione»; tuttavia al canone 1715 si osserva che «Non può esserci valida transazione o compromesso su tutto ciò che appartiene al bene pubblico e sulle altre cose di cui le parti non possono disporre liberamente».
Gli altri canoni del libro stabiliscono le regole per i tribunali, i vicari, la giurisdizione ordinaria e straordinaria, i gradi di giudizio e l'appello, le procedure amministrative per i tribunali e le regole per gli uffici che si occupano di dirimere contenziosi riguardanti l'esercizio dell'autorità amministrativa. La legislazione canonica distingue due tipi di processi: il processo contenzioso ordinario e il processo contenzioso orale, quest'ultimo introdotto con il codice del 1983 e disciplinato dai canoni dal 1656 al 1670.
I canoni successivi, dal 1671 al 1716, trattano dei processi speciali che sono i processi matrimoniali (dichiarazione di nullità del matrimonio, cause di separazione, dispensa dal matrimonio rato e non consumato, processo di morte presunta del coniuge) e i processi per la dichiarazione di nullità della sacra ordinazione. Infine, dal canone 1717 al canone 1731, viene disciplinato il processo penale che prevede l'eventuale irrogazione di una sanzione penale come conseguenza dell'aver appurato un comportamento delittuoso dell'imputato; e dal canone 1732 al 1752 che concludono il VII libro presentando, nella prima parte, il ricorso contro i decreti amministravi, e nella seconda parte la procedura da seguire per la rimozione e il trasferimento dei parroci.

## Successive modifiche al testo
Dalla sua promulgazione del 1983 il Codice è stato modificato varie volte dal supremo legislatore, ovvero il Romano pontefice:
1. la lettera apostolica in forma di motu proprio Ad Tuendam Fidem emanata da Giovanni Paolo II il 18/5/1998 ha modificato i cann. 750 e 1371 (aggiungendo un riferimento normativo alle dottrine non direttamente appartenenti al deposito della fede, ma necessarie per custodirlo fedelmente);
2. la lettera apostolica in forma di motu proprio Omnium In Mentem emanata da Benedetto XVI il 26/10/2009 ha modificato i cann. 1008-1009 (specificazioni sulla natura del diaconato, che non implica partecipazione alla missione di Cristo Capo), 1086, 1117, 1124 (viene eliminata la previsione normativa circa le persone battezzate nella Chiesa cattolica, ma separate da esse con un atto formale: in un certo senso la normativa precedente poteva spingere all'apostasia per ottenere delle condizioni più favorevoli);
3. la lettera apostolica in forma di motu proprio Mitis Iudex Dominus Iesus emanata da papa Francesco il 15/08/2015 ha modificato i cann. 1671-1691 (riformando profondamente il processo canonico per le cause di dichiarazione di nullità del matrimonio);
4. la lettera apostolica in forma di motu proprio De Concordia Inter Codices emanata da papa Francesco il 31/05/2016 ha modificato i cann. 111, 112, 535, 868, 1108, 1109, 1111, 1112, 1116, 1127 (armonizzando tra loro il Codice di diritto canonico e il Codice dei canoni delle Chiese orientali, per quanto riguarda i criteri di ascrizione alle Chiese sui iuris e la celebrazione del battesimo e del matrimonio);
5. la lettera apostolica in forma di motu proprio Magnum Principium emanata da papa Francesco il 03/09/2017 ha modificato il can. 838 (attribuendo maggior potere alla conferenze episcopali circa gli adattamenti dei libri liturgici);
6. la lettera apostolica in forma di motu proprio Spiritus Domini emanata da papa Francesco il 11/01/2021 ha modificato il can. 230 (autorizzando l'accesso delle persone di sesso femminile al ministero istituito del Lettorato e dell'Accolitato);
7. la costituzione apostolica Pascite Gregem Dei del 23 maggio 2021 ha riformato l'intero libro VI del Codice di diritto canonico, relativo alle sanzioni penali nella Chiesa (canoni 1311-1399).

Al 2024, dopo l'approfondimento della Chiesa cattolica austriaca, è allo studio il delitto di abuso spirituale e di falso misticismo.

## Dottrina
La struttura del CIC riflette l'ecclesiologia del Concilio Vaticano II.
Norma generale del CIC è la salus animarum, la salvezza delle anime: finalità del diritto canonico è quindi, nella mente del legislatore, quella di aiutare l'opera dell'evangelizzazione e della cura pastorale che la Chiesa realizza.
- Un primo punto importante di dottrina è la concezione della Chiesa come popolo di Dio. Il titolo del Libro II riflette questo nome che il Vaticano II dà alla chiesa. La successione dei titoli comincia dalla vocazione generale, la vocazione battesimale di tutti i fedeli, con i diritti e doveri che sono propri di tutti i membri della Chiesa (si tratta in successione dei fedeli laici, dei chierici, delle prelature personali, delle associazioni dei fedeli). Solo dopo questa trattazione si passa a delineare la struttura gerarchica della Chiesa, con la suprema autorità della Chiesa (papa, cardinali, curia romana) e le diocesi (qui chiamate chiese particolari). La trattazione del popolo di Dio si chiude con la vita religiosa. È da notare la differenza con il CIC del 1917, dove senz'altro si iniziava la trattazione dalla suprema autorità, discendendo poi verso i fedeli laici, in ossequio a una ecclesiologia strettamente gerarchica. Nel testo del 1983 la prospettiva è rovesciata: la ecclesiologia di base è quella della comunione gerarchica, che valorizza innanzitutto la presenza e la funzione di tutti i fedeli nella Chiesa.
- La Chiesa è vista come "comunione". Ciò determina le relazioni che devono intercorrere fra le Chiese particolari e quella universale, e fra la collegialità di tutti i vescovi e il primato del papa.
- Un altro punto di dottrina importante è la concezione dell'autorità come servizio.
- Inoltre, la dottrina per la quale tutti i membri del popolo di Dio, nel modo proprio a ciascuno, sono partecipi del triplice ufficio di Cristo: sacerdotale, profetico e regale.
- Significativo è pure l'affermazione dell'impegno che la Chiesa deve porre nell'ecumenismo.

## Interpretazione
Perché la norma del CIC possa essere interpretata rettamente, la Costituzione apostolica Sacrae disciplinae leges (1984) stabilì la creazione della "Pontificia commissione per l'interpretazione autentica del codice di diritto canonico" (abbreviata PCCICAI, dal nome latino Pontificium consilium codicis iuris canonici authentice interpretando).
In seguito la Costituzione apostolica Pastor Bonus (1988) ha trasformato la Commissione nell'attuale Pontificio Consiglio per i Testi Legislativi, con le seguenti competenze:
1. Funzione interpretativa.
2. Aiuto tecnico-giuridico agli altri Dicasteri della Curia Romana.
3. Esame, sotto l'aspetto giuridico, dei decreti generali degli organismi episcopali.
4. Giudizio di conformità delle leggi particolari e dei decreti generali emanati dai legislatori inferiori alla Suprema Autorità, con le leggi universali della Chiesa.[65]